# Franck Waota
Franck Waota, född 6 december 1971, är en friidrottare från Elfenbenskusten. Han deltog vid olympiska sommarspelen 1992 och olympiska sommarspelen 1996.